# Musica Mundana
Die Musica Mundana Musikverlag GmbH ist ein 2013 gegründeter und auf zeitgenössische Musik und die klassische Moderne, insbesondere Schweizer Komponisten, spezialisierter Verlag mit Sitz in Ernen-Ausserbinn im Kanton Wallis. Seit 2014 verantwortet er die Kataloge von Tre Media, Edition Modern und Top Music. Außerdem repräsentiert er alle klassischen Musikkataloge von Universal Music in Polen und der Tschechischen Republik. Zu den verlegten Komponisten gehören u. a. Klaus Ager, Jean-Luc Darbellay, Jörg Herchet, Rudolf Kelterborn, Marek Kopelent, Tilo Medek, Hans Wüthrich, Jürg Wyttenbach und Gérard Zinsstag.